# Ургун (присілок)
Ургун (рос. Ургун) — присілок у Іскітимському районі Новосибірської області Російської Федерації.
Входить до складу муніципального утворення Євсінська сільрада. Населення становить 891 особа (2010).

## Історія
Згідно із законом від 2 червня 2004 року органом місцевого самоврядування є Євсінська сільрада.

## Населення
| 2002 | 2007 | 2010 |
| ---- | ---- | ---- |
| 808  | ↗859 | ↗891 |